# 채빈 (가수)
최유빈(1999년 7월 28일 ~ )은 걸 그룹 네이처에 속해 있는 대한민국의 가수이다.

## 학력
- 2006년 ~ 2012년 한양초등학교
- 2012년 ~ 2015년 무학중학교
- 2015년 ~ 2018년 무학여자고등학교

## 경력
- 2016년 엠넷 PRODUCE 101 참가

## 출연

### 방송

#### 드라마
- 2019년 TvN 《악마가 너의 이름을 부를 때》 (특별 출연)

#### 예능
- 2016년 엠넷 《PRODUCE 101》
- 2019년 SBS 《SBS 슈퍼콘서트 in 광주》
- 2019년 SBS 《SBS 슈퍼콘서트 in 인천》

### 공연

#### 음악
- 2019년 《NATURE 1ST 〈FANMEETING〉》
- 2019년 《SBS 슈퍼콘서트 in 광주》
- 2019년 《2019 MGMA (M2 X GENIE MUSIC AWARDS)》
- 2019년 《2019 K-WORLD FESTA [개막공연]》
- 2019년 《2019 K-WORLD FESTA [셀럽티비 라이브쇼]》
- 2019년 《2019 K-WORLD FESTA [폐막공연]》
- 2019년 《SBS 슈퍼콘서트 in 인천》

## 음반

### 비정규
- 2018년 네이처 - 《기분 좋아》
- 2018년 네이처 - 《썸 & 러브》
- 2019년 네이처 - 《I'm So Pretty》
- 2019년 네이처 - 《NATURE WORLD: CODE A》
- 2020년 네이처 - 《NATURE WORLD: CODE M》

### 참여
- 2019년 《봄이 오나 봄 OST Part 2》
- 2019년 《소녀의 세계 OST Part 1》

## 수상
- 2018년 제2회 소리바다 베스트 케이뮤직 어워즈 신한류 루키상 (아이돌 부문)
- 2019년 제3회 소리바다 베스트 케이뮤직 어워즈 뮤직 스타상
- 2020년 제4회 소리바다 베스트 케이뮤직 어워즈 신한류 뮤직 핫스타상